# Jan Hammer
Jan Hammer (Praga, Checoslovaquia, 17 de abril de 1948) es un compositor y teclista checo nacionalizado estadounidense.

## Biografía
Su música, fuertemente basada en las raíces del clásico, jazz y rock, mira hacia el futuro del sonido sintetizado, electrónico, la televisión y la animación. Su carrera se extiende desde inicios de los 70 y continúa todavía hasta la fecha. Ha ganado varios premios Grammy. Es probablemente más conocido por haber sido teclista de Mahavishnu Orchestra en los inicios de los 70, así como por haber sido el compositor del tema Miami Vice y Crockett's Theme, de la popular serie televisiva Miami Vice.
Jan ha colaborado con algunos de los músicos más influyentes de la era, como Jeff Beck, Al Di Meola, Mick Jagger, Carlos Santana, Stanley Clarke, Neal Schon y Elvin Jones, entre otros. Ha compuesto y producido al menos 14 bandas sonoras, la música de 90 episodios de Miami Vice, 20 episodios de la popular serie inglesa Chancer y la música para Beyond the Mind's Eye, uno de los vídeos musicales con mejores ventas de la historia en el Billboard Chart.